# Sant Ponç d'Aulina
Sant Ponç d'Aulina és una església romànica de la Vall de Bianya (Garrotxa) inclosa a l'Inventari del Patrimoni Arquitectònic de Catalunya. L'esglesiona de Sant Ponç està ubicada sobre un petit turó dels estreps sud-occidentals de la serralada del Capsacosta, a la capçalera de la vall de Sant Ponç, on neix la riera del mateix nom.

## Descripció
És una construcció romànica molt modificada, de planta rectangular amb afegits laterals. La porta d'accés al temple, a ponent, és senzilla i presenta un arc, timpà llis i una llinda amb una creu encerclada. El campanar, de torre rectangular amb teulat a quatre vessants, s'aixeca al costat Nord-est, parcialment adossat al cos de l'església per la part inferior. S'hi accedeix per mitjà d'una escala de pedra recolzada en el mur nord del temple

## Història
L'any 1342 apareix esmentada amb el nom de "Sancti Poncii de Olina" en una venda dels drets parroquials feta pel rei a Ramon de Bianya, abat de Sant Joan de les Abadesses. Els anys 1362 i 1372, el topònim consta ja com "Aulina".
El temple es va modificar molt entre 1758 i 1760 quan, davant l'amenaça de ruïna i la intenció de celebrar-hi culte per part del bisbe de Girona Dr. Manuel Antonio de Palmero, s'enderrocaren i reconstruïren el campanar i part dels murs. En aquell moment estava presidit per una altar barroc en el centre del qual hi havia una imatge vestida del sant titular.